# Castelletto Monferrato
Castelletto Monferrato är en ort och kommun i provinsen Alessandria i regionen Piemonte i Italien. Kommunen hade 1 501 invånare (2018).